# Chrysopilus binotatus
Chrysopilus binotatus är en tvåvingeart som beskrevs av Friedrich Hermann Loew 1869. Chrysopilus binotatus ingår i släktet Chrysopilus och familjen snäppflugor. Inga underarter finns listade i Catalogue of Life.